# Kubak Belarusi 2012-2013
La Coppa di Bielorussia 2012-2013 (in bielorusso Кубак Беларусі, Kubak Belarusi) è stata la 22ª edizione del torneo. La coppa è iniziata il 13 giugno 2012 ed è terminata il 26 maggio 2013. Il Minsk ha vinto il trofeo per la prima volta.

## Formula
Hanno partecipato al torneo 48 squadre.
Le 11 formazioni di Vyššaja Liha e le prime 5 classificate in Peršaja Liha al momento del sorteggio sono state ammesse direttamente ai sedicesimi di finale.
Le altre 10 squadre di Peršaja Liga, 16 squadre di Druhaja Liha e 6 squadre vincitrici delle coppe regionali hanno invece disputato il primo turno.

## Primo turno
| Squadra 1              | Risultato         | Squadra 2            |
| ---------------------- | ----------------- | -------------------- |
| 13 giugno 2012         |                   |                      |
| Klečask Kleck          | 2 – 4             | Žlobin               |
| Lida                   | 3 – 1             | Nëman-Belkard Hrodna |
| Hazavik Vicebsk        | 1 – 3             | DSK-Homel'           |
| Horki                  | 1 – 4             | Sluck                |
| Pružany                | 1 – 2             | Rėčyca-2014          |
| Zabudova Maladzečna    | 1 – 4             | Smarhon'             |
| Livadyja Dzjaržinsk    | 2 – 3             | Beltranshaz          |
| Baranavičy             | 0 – 1 (dts)       | Volna Pinsk          |
| Homel'šklo Kascjukoŭka | 1 – 3             | Islač                |
| Kamunal'nik Slonim     | 0 – 0 (3 – 5 dtr) | Polack               |
| Azot Hrodna            | 0 – 5             | Chimik Svetlahorsk   |
| Asipovičy              | 0 – 1             | Zorka-BDU Minsk      |
| Orša                   | 1 – 2             | Rudzensk             |
| Ljakamatyŭ Homel'      | 3 – 1             | Smaljavičy-STI       |
| Mëry                   | 0 – 1             | Nëman Masty          |
| MLF Minsk              | 0 – 5             | Vicebsk              |

## Sedicesimi di finale
| Squadra 1          | Risultato         | Squadra 2         |
| ------------------ | ----------------- | ----------------- |
| 19 luglio 2012     |                   |                   |
| Smarhon'           | 1 – 3             | Nëman             |
| Beltranshaz        | 4 – 1             | Hranit Mikašėvičy |
| 21 luglio 2012     |                   |                   |
| Zorka-BDU Minsk    | 0 – 2             | SKVIČ Minsk       |
| Lida               | 0 – 2             | Slavija-Mazyr     |
| Žlobin             | 0 – 2             | Belšyna           |
| Chimik Svetlahorsk | 0 – 2             | Haradzeja         |
| Islač              | 0 – 3             | Minsk             |
| Vicebsk            | 1 – 2             | Tarpeda-BelAZ     |
| DSK-Homel'         | 0 – 2             | Bjaroza-2010      |
| Sluck              | 1 – 2             | Dnjapro Mahilëŭ   |
| Nëman Masty        | 1 – 7             | Dinamo Brėst      |
| 22 luglio 2012     |                   |                   |
| Polack             | 1 – 1 (6 – 7 dtr) | Homel'            |
| 22 agosto 2012     |                   |                   |
| Rėčyca-2014        | 0 – 1             | Dinamo Minsk      |
| 6 settembre 2012   |                   |                   |
| Volna Pinsk        | 0 – 0 (3 – 2 dtr) | Naftan            |
| 8 settembre 2012   |                   |                   |
| Ljakamatyŭ Homel'  | 0 – 1             | Šachcër Salihorsk |
| 9 settembre 2012   |                   |                   |
| Rudzensk           | 0 – 4             | BATĖ Borisov      |

## Ottavi di finale
| Squadra 1         | Risultato         | Squadra 2     |
| ----------------- | ----------------- | ------------- |
| 26 settembre 2012 |                   |               |
| Slavija-Mazyr     | 1 – 5             | Dinamo Brėst  |
| Dinamo Minsk      | 5 – 0             | Volna Pinsk   |
| Belšyna           | 1 – 0             | Bjaroza-2010  |
| Dnjapro Mahilëŭ   | 1 – 2             | SKVIČ Minsk   |
| Šachcër Salihorsk | 3 – 0             | Beltranshaz   |
| 11 ottobre 2012   |                   |               |
| Haradzeja         | 0 – 2             | Minsk         |
| 13 ottobre 2012   |                   |               |
| BATĖ Borisov      | 0 – 1             | Tarpeda-BelAZ |
| 21 novembre 2012  |                   |               |
| Nëman             | 1 – 1 (4 – 5 dtr) | Homel'        |

## Quarti di finale
| Squadra 1     | Risultato         | Squadra 2         |
| ------------- | ----------------- | ----------------- |
| 16 marzo 2013 |                   |                   |
| Dinamo Minsk  | 0 – 0 (4 – 2 dtr) | Šachcër Salihorsk |
| Belšyna       | 1 – 4             | Tarpeda-BelAZ     |
| 17 marzo 2013 |                   |                   |
| SKVIČ Minsk   | 1 – 0 (dts)       | Dinamo Brėst      |
| Minsk         | 3 – 2             | Homel'            |

## Semifinali
| Squadra 1     | Risultato | Squadra 2     |
| ------------- | --------- | ------------- |
| 3 aprile 2013 |           |               |
| Minsk         | 1 – 0     | Tarpeda-BelAZ |
| Dinamo Minsk  | 5 – 0     | SKVIČ Minsk   |

## Finale
| Arbitro: | Ihar Kruk |

|               |                      |               |
| Figueredo 36’ | Marcatori            | 33’ Sasnoŭski |
|               | Tiri di rigore 1 – 4 |               |